# Еллі Деберрі
Александрія «Еллі» Деберрі (англ. Alexandria “Allie” DeBerry; нар.. 26 жовтня 1994 року, Х'юстон, Техас, США) — американська акторка та модель. Перша значуща роль в серіалі «Тру Джексон» в ролі Кеммі, була запрошеною зіркою в двох епізодах серіалу «Потанцюймо» на каналі Disney Channel. Відома також роль Пейзлі Гаундстут у серіалі «Вищий клас».

## Життєпис
Народилася 26 жовтня 1994 року в Х'юстоні, штат Техас. Наймолодша з трьох дітей у сім'ї.  
У 4-річному віці була моделлю. З'являлась у численних рекламних роликах, у тому числі «Rainforest Cafe», «Барбі», «Король бургерів», «church's Chicken», «Game of Life», «Hasbro Smoochie Pups» і «Memorial Hermann Hospital». 
Деберрі одружилася з бейсболістом Сан-Франциско Джаєнтс Тайлером Бідом у листопаді 2017 року. 

## Кар'єра
Акторську кар'єру офіційно почала в 2001 році, зігравши квітникарку в телевізійному фільмі «The Way She Moves». У тому ж році знялася в ролі гості «Бріттані» у шоу «it's a Miracle». У 2003 році була запрошена на роль гості в серіалі «i'm with her» як молода Алекс. Перша робота в театральному фільмі відбулася в 2007 році — роль Сари Педерсен у фільмі «Love and Mary». У 2009 році знялася в епізоді серіалу «Тру Джексон» в ролі Кеммі, також зіграла роль в серіалі «iCarly». Знялася в двох епізодах серіалу «Потанцюймо» «Meatball it Up» і «Hook It Up» на каналі Disney Channel. Знімалася в комедійному серіалі «Вищий клас» в ролі Пейзлі Гаундстут з Чайною Енн МакКлейн, Сієррою Маккормік, Джейком Шорті, Стефані Скотт і Карлоном Джеффрі.

## Фільмографія
| Рік  | Назва             | Роль                           |
| ---- | ----------------- | ------------------------------ |
| 2001 | Танець любові     | квіткарка                      |
| 2007 | Любов і Мері      | Сара Педерсен                  |
| 2013 | Дуже голодні ігри | дівчина з пародії на Dos Equis |
| 2014 | Операція Повітря  | Софі Айрлэнд                   |
| 2015 | Кавдорський       | Джанетт Веллс                  |
| 2015 | Лазерна команда   | Мінді                          |
| 2016 | Слеш              | Джессі Гант                    |
| 2016 | Модниця           | Шеррі                          |

| Рік       | Назва                  | Роль             | Примітки                                                |
| --------- | ---------------------- | ---------------- | ------------------------------------------------------- |
| 2001      | Це диво                | Бріттані         | 4 сезон 16 серія «Lost Little Girl»                     |
| 2003      | Я з нею                | маленька Алекс   | 1 сезон 8 серія «Alex Misses the Boat»                  |
| 2009      | Тру Джексон            | Кеммі            | 1 сезон 16 серія «Amanda Hires a Pink»                  |
| 2010      | Танцювальна лихоманка! | Дестіні          | 2 серії                                                 |
| 2011-2013 | Вищий клас             | Пейзлі Гаундстут |                                                         |
| 2014      | Передмістя             | Саванна          | 3 сезон 9 серія «The Ballad of Piggy Duckworth»         |
| 2015      | Від заходу до світанку | Джессіка         | 2 сезон 4 серія «The Best Little Horror House in Texas» |